# Бозизио Парини
Бозѝзио Парѝни (на италиански: Bosisio Parini, на западноломбардски: Bosìs, Бозиз) е малко градче и община в Северна Италия, провинция Леко, регион Ломбардия. Разположено е на 270 m надморска височина. Населението на общината е 3532 души (към 2014 г.).